# 山形市立出羽小学校
山形市立出羽小学校（やまがたしりつ でわしょうがっこう）は、山形県山形市にある公立小学校である。

## 概要
山形市の北部エリアが学区となり、東北中央自動車道、山形自動車道、山形バイパスに囲まれたエリアが出羽小学校の学区である。

## 沿革
- 1901年（明治34年） - 出羽小学校創立
- 1947年（昭和22年） - 出羽村立出羽小学校に改称
- 1954年（昭和29年） - 山形市立出羽小学校に改称

## 学区
- あけぼの一丁目、あけぼの二丁目、漆山、千手堂、伊達城一丁目、伊達城二丁目、伊達城三丁目、七浦[1]

## 卒業後
- 第七中学校に進学する。

## 交通アクセス
- 東日本旅客鉄道（JR東日本）奥羽本線 漆山駅より徒歩9分。